# Maksym Kosyzkyj

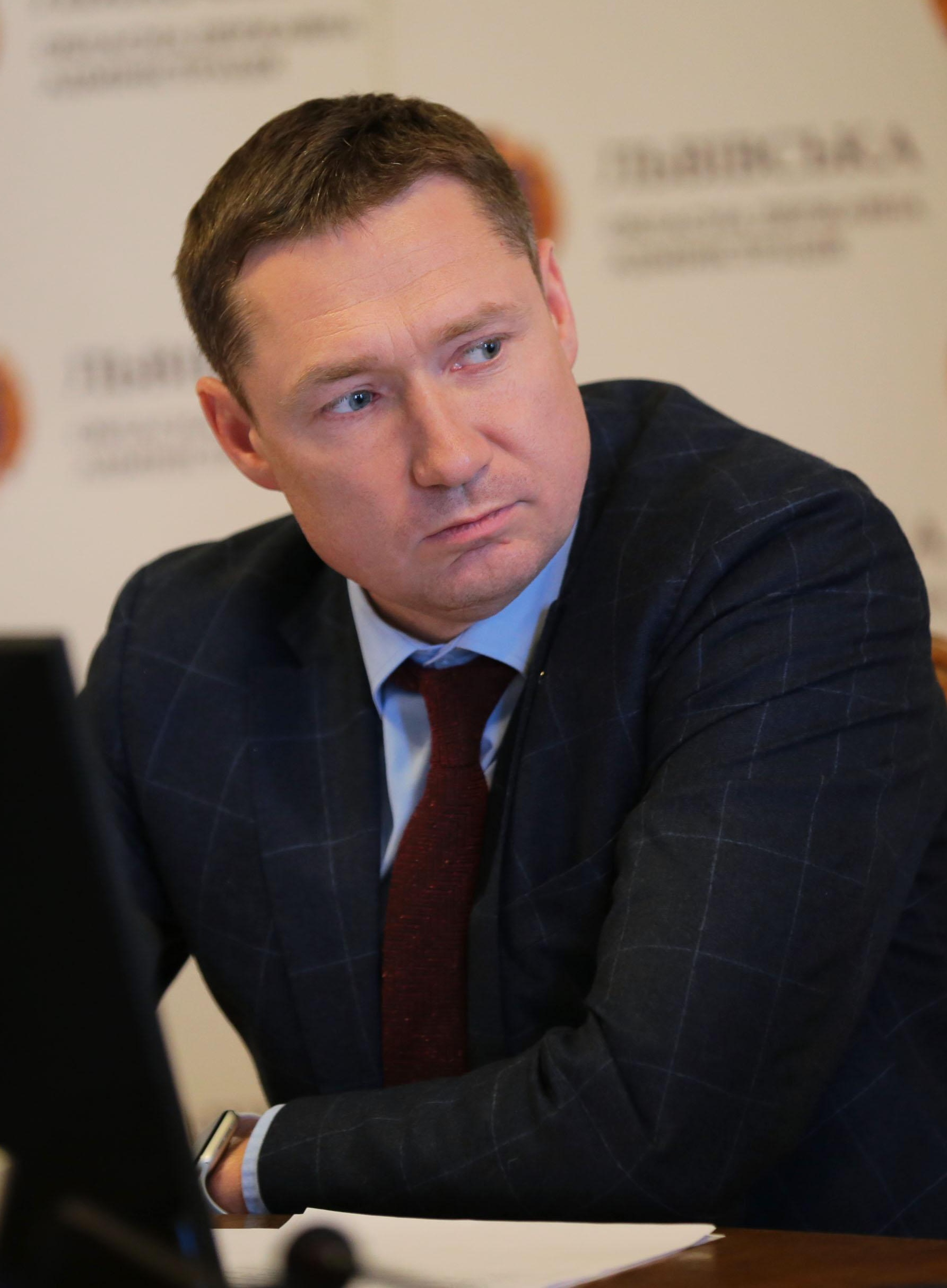
Maksym Kosyzkyj

Maksym Sinowijowytsch Kosyzkyj (ukrainisch Максим Зіновійович Козицький; * 19. Februar 1981 in Lwiw, Ukrainische SSR, Sowjetunion) ist ein ukrainischer Unternehmer, Politiker und seit dem 5. Februar 2020 Gouverneur der Oblast Lwiw.

## Leben
Zwischen 1998 und 2004 studierte er Chirurgie an der Nationalen Medizinischen Danylo-Halyzkyj-Universität Lwiw.
Im September 2007 hatte Kosyzkyj verschiedene Positionen in Energieunternehmen wie Ukrnaftogasinwest und Precarpathian Energy Company inne. Im Oktober 2016 übernahm er die Position des CEO von Eco-Optima.

## Politik
Im Jahr 2015 kandidierte Kosyzkyj für die Wahl zum Regionalrat von Lwiw für die politische Partei Selbsthilfe, wurde aber nicht in den Rat aufgenommen. Im Sommer 2019 war er zusammen mit Markijan Malskyj und Denys Schmyhal Kandidat für das Amt des Gouverneurs von Lwiw, unterlag aber in der Wahl. Im Dezember 2019 kündigte Malskyj seine Entlassung an und Maksym Kosyzkyj wurde von der Regierung der Ukraine für das Amt des Gouverneurs berufen.
Am 5. Februar 2020 unterzeichnete der Präsident der Ukraine, Wolodymyr Selenskyj, eine Anordnung zur Ernennung von Maksym  Kosytzkyj als Gouverneur von Lwiw. Gleichzeitig wurde Kosyzkyj zum Leiter der Regionalorganisation der politischen Partei Sluha narodu in Lwiw ernannt.
Im Oktober 2020 stand Kosyzkyj an erster Stelle der Parteiliste von Sluha narodu bei den Wahlen zum Regionalrat von Lwiw und die Partei gewann 9 Sitze, was sie zur zweitgrößten Partei im Regionalrat von Lwiw machte.